# ICC 월드 트웬티20

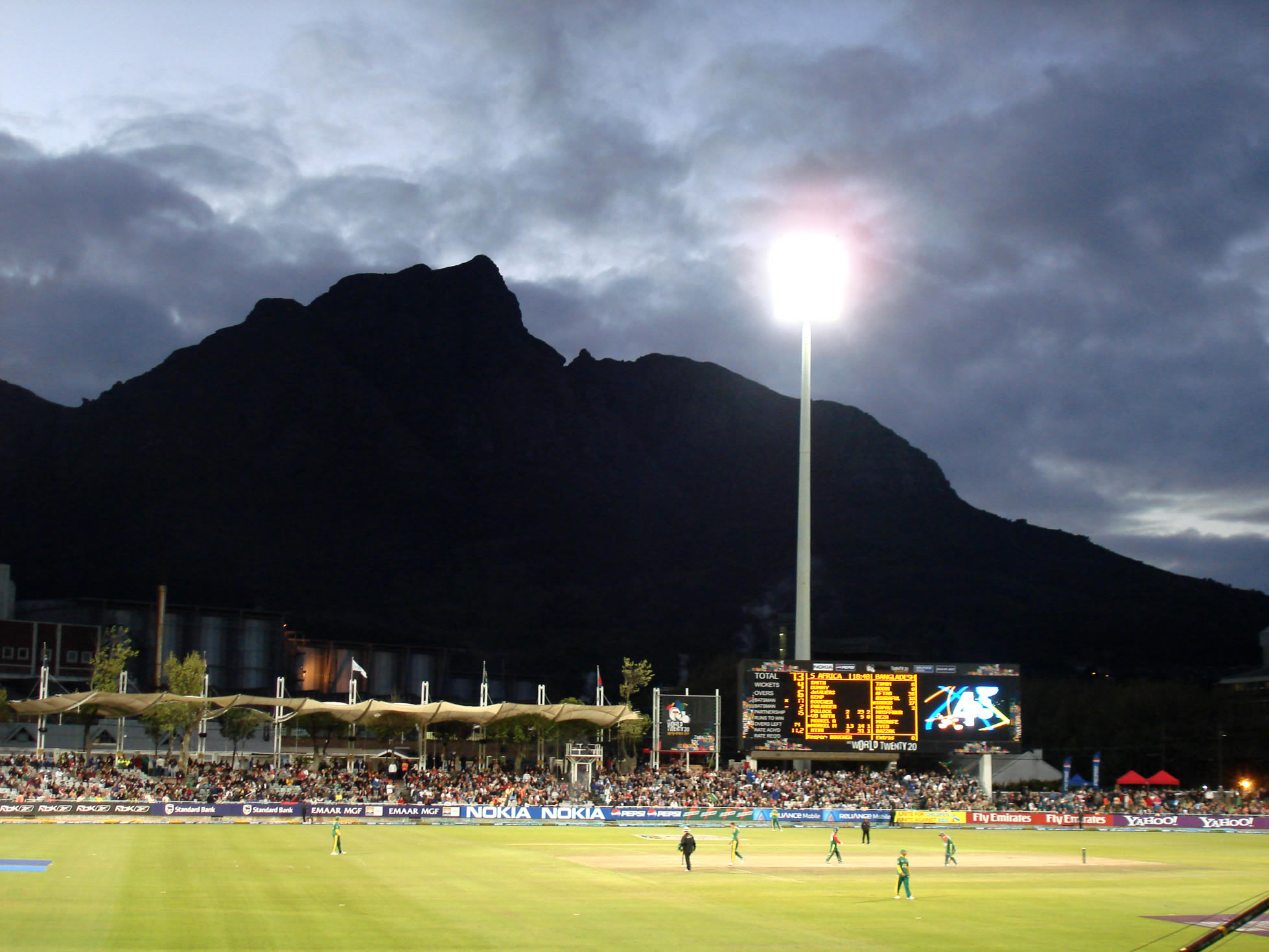

ICC 월드 트웬티20(영어: ICC World Twenty20)는 국제 크리켓 위원회 (ICC)가 개최하는 트웬티20 방식의 세계 선수권 대회이다.